# Locally Administered Address
Eine Locally Administered Address (LAA) ist eine lokal einer Netzwerkkarte per Software zugewiesene MAC-Adresse, welche die ursprünglich vom Hersteller vorgegebene Universally Administered Address (UAA) überschreibt.
Das U/L-Bit (welches kennzeichnet, ob es sich um eine Locally Administered Address oder eine Universally Administered Address handelt) ist auf 1 gesetzt.
Die Verwendung einer Locally Administered Address ist eher unüblich.
Das Gegenstück der Locally Administered Address ist die Universally Administered Address.